# Rózsa Sándor (operaénekes)
Rózsa Sándor (Szombathely, 1945. február 25. –) magyar operaénekes (tenor), színész.

## Életpályája
A Liszt Ferenc Zeneművészeti Főiskola szegedi tagozatán tanult énekelni. 1968-tól a szolnoki Szigligeti Színház, 1970-től a kecskeméti Katona József Színház tagja volt. 1972-től a Miskolci Nemzeti Színházhoz, 1976-tól a Fővárosi Operettszínházhoz szerződött. 1984-től győri Kisfaludy Színház operatársulatának művésze volt. 1986-tól a Magyar Állami Operaház magánénekeseként számos főszerepet énekelt.

## Színházi szerepeiből
- Wolfgang Amadeus Mozart: A varázsfuvola... Tamino
- Wolfgang Amadeus Mozart: Szöktetés a szerájból... Belmonte
- Wolfgang Amadeus Mozart: Idomeneo... Főpap
- Giuseppe Verdi: Don Carlos... Carlos
- Giuseppe Verdi: Nabucco... Ismael
- Giuseppe Verdi: Traviata... Alfréd
- Pietro Mascagni: Parasztbecsület... Turridu
- Georges Bizet: Carmen... Don José
- Johann Strauss: A denevér... Einstein; Alfréd
- Johann Strauss: Egy éj Velencében... Urbinói herceg
- Johann Strauss: A cigánybáró... Laci
- Erkel Ferenc: Bánk bán... Bánk bán
- Kálmán Imre: Marica grófnő... Török Péter
- Kálmán Imre: Csárdáskirálynő... Edvin
- Kálmán Imre: Ördöglovas... Sándor gróf
- Ábrahám Pál: Viktória... Koltay
- Ábrahám Pál: Hawaii rózsája... Táró
- Lehár Ferenc: Luxemburg grófja... René
- Lehár Ferenc: A mosoly országa... Szu Csong
- Lehár Ferenc: A víg özvegy... Danilo

## Vendégfellépései
- Baden bei Wien
- Kassel
- München (Münchener Opernbühne)
- Amszterdam
- Bayreuth

## Filmes és televíziós szerepei
- A denevér
- Párizsi élet